# 松井桂三のさんさんわいど
松井桂三のさんさんわいど（まついけいぞうのさんさんわいど）は、2006年4月3日から2007年3月までKBS京都ラジオで毎週月曜日から木曜日の15:00 - 16:45に放送されていたラジオ番組。
なお、本項では本番組開始前からKBS滋賀（KBS京都 滋賀放送局）で放送されていた「さんさんわいど滋賀」、および本番組終了後のKBS滋賀で放送されていた「さんさんわいど滋賀 wish」についても記述する。

## 番組概要
京都府や滋賀県の地域情報を様々な角度で届ける情報番組である。メインパーソナリティは地元・滋賀県出身の俳優、松井桂三がつとめた。
彦根市のKBS滋賀から生放送されていた。KBS滋賀だけでなく、KBS京都本局・福知山局・舞鶴局でも放送されていた。

## 放送時間
- 月〜木曜日 15:00〜16:45

## 出演者
- 松井桂三
- 竹上和見（月曜日・火曜日アシスタント）
- 稲野一美（水曜日・木曜日アシスタント）
- 井上さゆり（ラジオカーリポーター、京都府内を担当）

## 番組内のコーナー
- さんさんクイズ
- ふるさとの旨いもん
- あの町・この町（火・木）
- キャッチアップ長浜（水）
- 興味[京・近江]新々聞き込み調査!
- 興味[京・近江]新々用語辞典!
- さんさんトピックス
- KBS京都交通情報（京都・滋賀・大阪）
- きょうとほっと情報
- ひこね市文化プラザだより
- グランツィエ・ヘッドライン
- 松井小劇場（木）
- 交通取締情報
- KBS京都交通情報（京都・滋賀）

## さんさんわいど滋賀
さらに関連番組として、「さんさんわいど滋賀」も放送されていた。こちらはKBS滋賀のみの放送で、京都本局・福知山局・舞鶴局は別番組を放送していた。番組自体は「松井桂三の-」開始前から放送されていた。
「松井桂三の-」が終了した2007年4月以降は「さんさんわいど滋賀 wish」として放送されている。
2009年3月26日、29年間の放送に幕。番組が終了すると同時にKBS滋賀独自番組も終了した。（後番組である「音楽わいど ラジオ・ビュー」は京都本局と日替わりで制作。独自番組は3年半後に「しがスタ!」で復活する。）
- 滝トール（1991年4月1日～1996年3月25日、月曜）によれば、午後3時から3時間やるので「さんさんわいど滋賀」
- 塩見祐子（1978年4月入社）の初担当番組
- イベント：「ラジオまつり」「御城下寄席」

### 放送時間
- 月〜木曜日 13:00〜17:45（詳細時期不明）
- 月〜木曜日 15:00〜17:45（?〜2006年3月）
- 月〜木曜日 17:15〜17:50（2006年4月〜2007年3月）
- 月〜木曜日 16:00〜17:50（2007年4月〜2009年3月26日）

### パーソナリティ

#### 2002年10月時点
- 笑福亭伯枝・稲野一美（月）
- 桂枝女太・山田啓代（火）
- 笑福亭恭瓶・志田直子（水）
- 笑福亭仁嬌・竹上和見（木）

### 2009年3月
- 笑福亭伯枝（月）
- 竹上和見（火）
- 稲野一美（水）2008年6月から産休で降板（代役：池内孝枝）したが2009年1月より復帰。ラジオまつりは参加
- 百鳥秀世（木）